# Wilhelm August (Braunschweig-Harburg)

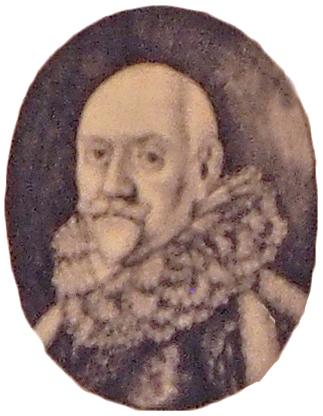
Wilhelm August von Braunschweig-Lüneburg-Harburg

Wilhelm August von Braunschweig-Lüneburg-Harburg (* 15. März 1564 in Harburg; † 30. März 1642 ebenda) war  Inhaber der Herrschaft Harburg.

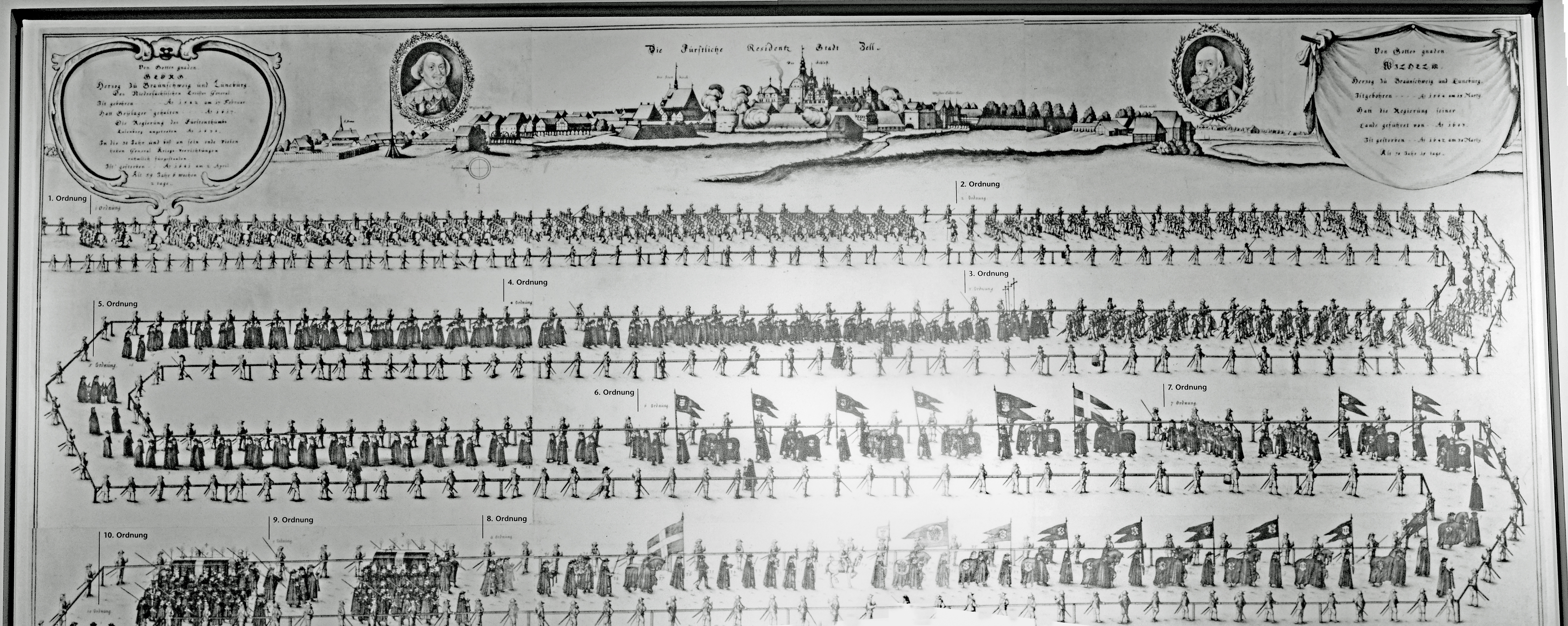
Teilansicht Trauerzug zur Beisetzung der Herzöge Georg und Wilhelm am 16. Mai 1643 in Celle

## Leben
Wilhelm August war ein Sohn des Herzogs Otto II. von Braunschweig-Harburg (1528–1603) aus dessen zweiter Ehe mit Hedwig (1535–1616), Tochter des Grafen Enno II. von Ostfriesland.
Wilhelm August galt als äußerst gelehrt und wie sein Vater als strenger Angehöriger der lutherischen Lehre. Im Jahr 1575 wurde er Rektor der Universität Rostock und setzte später seine Studien an der Universität Leipzig fort. Im Jahr 1582 unternahm er eine Kavalierstour nach Frankreich und England und ging danach mit seinen Brüdern an die Universität Helmstedt. 1594 ging er erneut auf Reisen, die ihn durch ganz Deutschland, Polen, die Schweiz, Italien, Holland, Livland und Dänemark führten. Über seine Reisen führte Wilhelm August Tagebuch.

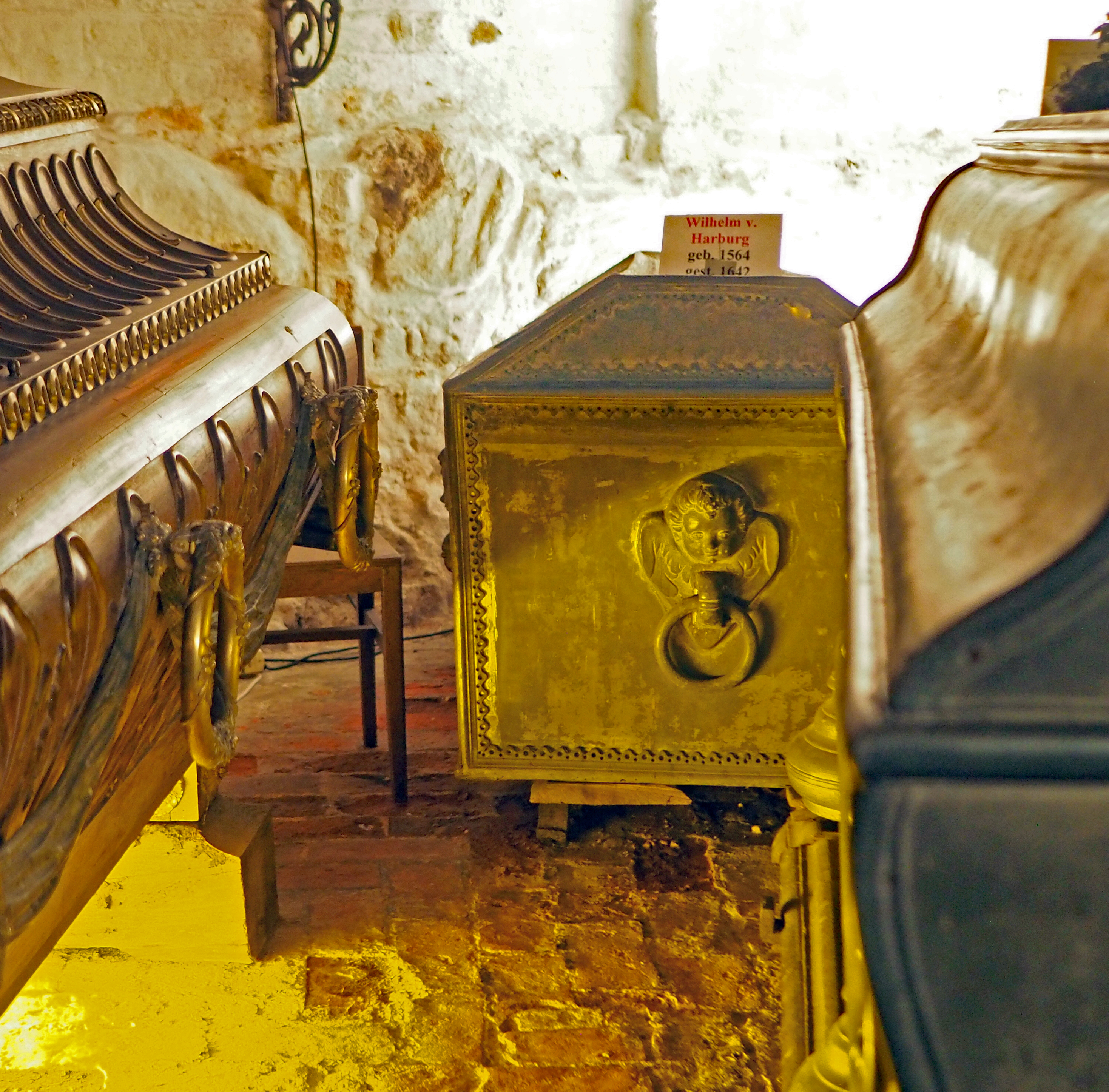
Sarg des Herzogs Wilhelm August von Braunschweig-Lüneburg-Harburg in der Fürstengruft der Stadtkirche St. Marien, Celle

Nach dem Tod seines Vaters übernahm er gemeinschaftlich mit seinen Brüdern Christoph und Otto III. die Regierung über Harburg, nach deren Tod regierte er allein.
Wilhelm August begann 1618 den Bau des Schlosses in Moisburg. Nach dem Tod des Herzogs Friedrich Ulrich von Braunschweig-Wolfenbüttel erhielt er die Obergrafschaft Hoya aus dessen Hinterlassenschaft. Wilhelm August starb unverheiratet und kinderlos. Sein Erbe fiel an die Herzöge Friedrich von Celle und August von Wolfenbüttel.

## Leichenzug für die Herzöge Georg und Wilhelm
Am 2. April 1641 verstarb Herzog Georg von Calenberg. Die für Juni 1641 geplante Beisetzung wurde aufgrund der Kriegswirren während des  Dreißigjährigen Krieges verschoben. Erst nach dem Tod von Herzog Wilhelm von Harburg am 30. März 1642 und dem am 16. Januar 1642 geschlossenen „Goslarer Frieden“ (die Welfenherzöge Friedrich IV., August II. und Christian Ludwig sagten dem Kaiser Ferdinand III. Gehorsam und Unterstützung zu) wurde eine Doppelbeerdigung beschlossen. Am 16. Mai 1643 erfolgte die Beerdigungszeremonie. Vom Celler Schloss zur Stadtkirche wurde ein Trauerzug gebildet, an dem 1100 Personen teilnahmen. Sie waren nach einer speziellen Rangfolge in 15 Abteilungen, so genannte Ordnungen, eingeteilt. Der anschließenden Trauerfeier folgte die Beisetzung der beiden Herzöge in der Fürstengruft unter dem Chor der Kirche.